# Мальдивский султанат
Мальдивский султанат — исламское государство на Мальдивских островах в Индийском океане (1153—1968).

## История
Мальдивский архипелаг — это более тысячи небольших коралловых островов. Столица — город Мале, расположенный на одноимённом острове. Основное население — мальдивцы, потомки переселенцев с Цейлона, которые говорят на языке дивехи.
В 1153 году арабский проповедник Абу ал-Баракат обратил в мусульманство мальдивского раджу Дарумаванта Расгефану, который стал именоваться султаном Мухаммадом ал-Адилем. Большинство жителей также приняли ислам.
В 1558 году Мальдивские острова захватили португальцы, но в 1573 году восставшие островитяне под руководством Мухаммада Такоруфана изгнали захватчиков с островов. Мухаммад Тарокуфан ал-Алам (1573—1584) стал основателем первой исторической династии мальдивских султанов.
В 1752 году Мальдивы захватили войска раджи Кананура, но через четыре месяца мальдивцы во главе с Хасаном Мани Куфану изгнали завоевателей. В 1760 году он был провозглашен султаном под именем Хасана Гази Изз ад-дина (1760—1766).
В 1828—1832 годах мальдивцы вели войну против своего султана-тирана Муина ад-дина Мухаммада (1798—1834).
В 1887 году островитяне подняли бунт против власти султана Муид ад-дина Мухаммада (1886—1888). Чтобы справиться со своими подданными, султан стал добиваться английского протектората. 16 декабря 1887 года он заключил договор с губернатором Цейлона. Султан признал королеву Великобритании своим сюзереном. В Мале, столице султаната, был размещен английский резидент.
В декабре 1932 года султан Шамс ад-дин Мухаммад Искандар (1903—1935) подписал первую конституцию Мальдивских островов. Был учрежден меджлис, совещательный орган, избираемый населением. В 1934 году английское правительство формально признало независимость Мальдивских островов.
В 1942 году султан Нур ад-дин Хасан (1935—1945) ввел новую конституцию, действие старой конституции было приостановлено в 1940 году в связи с началом войны. Его преемник Абд ал-Маджид Диди (1945—1952) был отстранен от власти в 1952 году в результате народных волнений. 1 января 1953 года была введена третья конституция, провозгласившая Мальдивы республикой. Но уже 21 августа 1953 года первый президент Мохаммед Амин Диди был смещен.
7 марта 1954 года на Мальдивских островах вновь была провозглашена монархия. Новым султаном стал Мухаммад Фарид Диди (1954—1968). 26 июля 1965 года Великобритания предоставила Мальдивским островам полную независимость. В июле 1967 года вступила в действие новая конституция. В 1968 году по инициативен премьер-министра Ибрагима Насира в стране прошел референдум о дальнейшей судьбе султаната. 81 % участников народного референдума высказалось за республику. 11 ноября 1968 года Мальдивские острова вновь стали республикой.